# Johan Paulik
Johan Paulik (* 14. března 1975 v Bratislavě), vlastním jménem Daniel Ferenčík, je slovenský model a pornoherec účinkující v gay filmech, erotických magazínech a fotopublikacích, převážně pod hlavičkou studia Bel Ami.

## Biografie
Johan Paulik začínal jako profesionální tanečník. V roce 1993 ho objevil George Duroy, který zhotovil jeho fotografie. Později následovala řada pornografických filmů pro studio Bel Ami. První roli dostal hardcore filmu Sauna Paradiso a další v Lukas Story. V roce 1997 v Německu vyšla jeho fotopublikace Photos of Johan. V prvních letech se směly jeho filmy distribuovat jen mimo Evropu. Od roku 2001 jsou dostupné i na evropských trzích.
Paulik se rychle stal tváří Bel Ami a topstar gay pornoprůmyslu. Ačkoli účinkoval výhradně pro gay produkce, sám se označoval za heterosexuála, později spíše za bisexuála. V současnosti (2009) přestal být činný jako pornoherec, ale pracuje nadále pro studio Bel Ami jako kameraman, režisér a producent.

## Herecká filmografie
- Lukas' Story (1994)
- Plowboys: Sun, Straw And Sex (1994)
- Sauna Paradiso (1994)
- Blue Danube (1995)
- Boy 1: Bohemian Boys (1995)
- Boy 3: Boy Wonder (1995)
- Boy 4: Boy Oh Boy (1995)
- Frisky Summer 1 (1995)
- Lukas' Story 2: When Boy Meets Boy (1995)
- Siberian Heat (1995)
- Vulcan: Boys Of Summer (1996)
- An American In Prague (1997)
- Sunshine After The Rain (1997)
- Alfresco (1997)
- The Chain Reaction (1997)
- Moments with Johan (2000)
- All About Bel Ami (2001)
- Cover Boys (2001)
- Gay To Z Of Sex (2001)
- Souvenirs (2002)
- Splash (2002)
- Alpine Adventure (2003)
- Out in Africa (2006)
- Too Many Boys (2007)

## Publikace
- Bel Ami: Photos of Johan (1997)
- Kalendář Bel Ami 1997
- Together, kalendář Bel Ami 1998
- Bel Ami: Best of Johan (2000)
- Bel Ami Allstar kalendář 2001
- Bel Ami: Frisky Memories (1999)
- Bel Ami: Intimate Friends (2000)
- Howard Roffman: Johan Paulik (2001)

## Ocenění a nominace
- 2000 GayVN Awards: uveden do Síně slávy[2]
- 2009 GayVN Awards: nominován na Best Non-Sex Performance za film French Kiss[3]